# Bogdan Straton
Bogdan Straton (ur. 23 sierpnia 1983 w Jassach) – rumuński piłkarz występujący na pozycji środkowego obrońcy.

## Życiorys
Straton jest wychowankiem Minaur Zlatna, w którego barwach grał w 2003 roku. Następnie przeniósł się na pół roku do I-ligowej drużyny Unirea Alba Iulia (6. pozycja na koniec rozgrywek), by potem zostać zawodnikiem CFR Paşcani.
Od 2005 roku Straton reprezentował FC Botoșani. Zajmował z nim kolejno 8., 4. oraz 11. miejsce w II lidze. Jesienią 2007 roku był jeszcze podstawowym piłkarzem zespołu, ale na wiosnę przeszedł do występującej w I lidze Politehnici Jassy. Zagrał tam tylko w 3 spotkaniach - z Unireą Urziceni, Rapidem Bukareszt i FC Vaslui.
Tuż przed rozpoczęciem kolejnych rozgrywek, latem 2008 roku obrońca trafił na zasadzie wypożyczenia do drugoligowego Petrolulu Ploeszti. W sezonie 2009/10 Straton strzelił jedyną bramkę podczas występów dla klubu z Jassy - 21 marca pokonał bramkarza rywali w przegranym spotkaniu z Universitateą Craiova. Politehnica zajęła 16. pozycję w tabeli końcowej i spadła do niższej klasy rozgrywkowej.
Sezon 2010/11 Straton rozpoczął już jako piłkarz II-ligowego FC Botoșani. 12 stycznia 2011 roku podpisał 2,5-letni kontrakt z Widzewem Łódź, który rozwiązano pół roku później. Obecnie Rumun jest graczem CSMS Iași.

## Kariera piłkarska
| Sezon       | Klub              | Kraj    | Rozgrywki   | Mecze | Bramki |
| ----------- | ----------------- | ------- | ----------- | ----- | ------ |
| 2003/04 (j) | Minaur Zlatna     | Rumunia |             |       |        |
| 2003/04 (w) | Unirea Alba Iulia | Rumunia | Liga I      |       |        |
| 2004/05 (j) | CFR Paşcani       | Rumunia |             |       |        |
| 2004/05 (w) | FC Botoșani       | Rumunia | Liga II     | 13    | 0      |
| 2005/06     | FC Botoșani       | Rumunia | Liga II     | 20    | 0      |
| 2006/07     | FC Botoșani       | Rumunia | Liga II     | 15    | 0      |
| 2007/08 (j) | FC Botoșani       | Rumunia | Liga II     | 17    | 0      |
| 2007/08 (w) | Politehnica Jassy | Rumunia | Liga I      | 3     | 0      |
| 2008/09 (j) | Petrolul Ploeszti | Rumunia | Liga II     |       |        |
| 2008/09 (w) | Politehnica Jassy | Rumunia | Liga I      | 8     | 0      |
| 2009/10     | Politehnica Jassy | Rumunia | Liga I      | 20    | 0      |
| 2010/11 (j) | FC Botoșani       | Rumunia | Liga II     | 7     | 0      |
| 2010/11 (w) | Widzew Łódź       | Polska  | Ekstraklasa | 0     | 0      |
| 2011/12     | CSMS Iași         | Rumunia | Liga II     | 18    | 2      |
| 2012/13     | CSMS Iași         | Rumunia | Liga II     | 23    | 2      |
| 2013/14     | FC Clinceni       | Rumunia | Liga II     | 19    | 1      |
| 2014/15     | Farul Konstanca   | Rumunia | Liga II     | 12    | 1      |
| 2014/15     | FCM Dorohoi       | Rumunia | Liga II     | 0     | 0      |